# Biochemistry
Biochemistry (abrégé en Biochemistry) est une revue scientifique hebdomadaire de l'American Chemical Society, à comité de lecture, qui publie des articles de recherches originales dans tous les domaines concernant la biochimie. L'actuelle directrice de publication est Alanna Schepartz, de l'Université de Californie à Berkeley. 
D'après le Journal Citation Reports, le facteur d'impact de ce journal était de 3,16 en 2020.